# George Crook
George R. Crook (Taylorsville, 8 settembre 1828 – Chicago, 21 marzo 1890) è stato un generale statunitense, molto celebre per essersi distinto durante la Guerra civile americana e le Guerre indiane.
Durante la grande campagna del 1876 contro gli indiani 'ostili' che si erano rifiutati di trasferirsi nelle riserve fu il primo a sostenere uno scontro armato con gli Oglala Sioux di Cavallo Pazzo nella battaglia sul Rosebud Creek.

## Nella cultura di massa
- In Italia il personaggio di George Crook (dove viene chiamato dagli indiani "Volpe Grigia") compare nell'albo n.492 di Tex "Little Big Horn" in cui lo si vede impegnato ad affrontare le avanguardie Sioux di Toro Seduto in una dura battaglia; è inoltre uno dei personaggi principali nel Texone "Fiamme sull'Arizona"